# Cardiophorus dolini
Cardiophorus dolini is een keversoort uit de familie kniptorren (Elateridae). De wetenschappelijke naam van de soort is voor het eerst geldig gepubliceerd in 1985 door Mardjanian in Dolin & Mardjanian.